# Hôtel de la Caisse d'épargne de Grenoble
L’hôtel de la Caisse d’épargne est un bâtiment du début du XXe siècle situé à Grenoble, en France. Il a autrefois accueilli un établissement bancaire, pour lequel il a été construit.

## Situation et accès
L’édifice est situé au no 16 du boulevard Édouard-Rey et au no 2 de la rue Émile-Augier, dans l’hyper-centre de Grenoble, et plus largement vers le centre du département de l’Isère.

## Histoire
Cet édifice est l’œuvre de Ferdinand Bugey, architecte DPLG à Grenoble. Les travaux de construction sont effectués à partir de septembre 1909 et jusqu’au 1er décembre 1912, jour où les services de la Caisse d’épargne y sont transférés.

## Structure
Reposant sur un terrain affecté de 657 mètres carrés, l’édifice s’étend sur environ 550 mètres carrés. La sculpture décorative des façades (principaux motifs, consoles, colonnes, frontons du premier étage, clés des baies du rez-de-chaussée) ainsi que de la décoration intérieure (hall, galerie du premier étage, grand escalier) sont exécutés par la maison Xavier-Borgey, de Grenoble ; la sculpture architecturale, les dauphins du fronton ainsi que le panneau surmontant la porte rue Émile-Augier par un statuaire dénommé Davin, aussi de Grenoble ; la maquette du bas-relief ornant le fronton par le statuaire Eugène Poncet, de Paris.